# À crier dans les ruines
À crier dans les ruines est le premier roman d'Alexandra Koszelyk.
Paru en 2019 Aux Forges de Vulcain, ce roman à tonalité autobiographique a été réédité en 2020 aux éditions Points.
Le récit évoque l'exil douloureux d'une jeune femme, Léna, qui quitte l'Ukraine en avril 1986 à la suite de la catastrophe nucléaire de Tchernobyl et qui vient vivre en France avec ses parents et sa grand-mère, quittant ses attaches culturelles et amicales. Arrivée à l'âge adulte, elle ressent les blessures intimes de l'arrachement à l'Ukraine.

## Résumé
Le roman est composé de 53 chapitres de tailles différentes.

### Mise en place du récit dramatique
Chapitres 1 à 13.
Née en 1973, Léna vit avec sa famille à Prypiat près de Tchernobyl, en Ukraine. Depuis l'âge de ses trois ans, son meilleur ami est Ivan qui, comme elle, aime la rêverie, la nature et les longues balades en forêt.
Lorsque la centrale nucléaire de Tchernobyl explose en avril 1986, ses parents décident de quitter précipitamment l'Ukraine et de venir vivre en France. Âgée de 13 ans, Léna doit, en Normandie, s'intégrer dans une société française dont elle ignore tout. Son père lui a annoncé que leur exil était définitif et qu'elle devait perdre tout espoir de revoir un jour Ivan. 

### Nouvelle vie en France
Chapitres 14 à 42.
Léna apprend donc la langue française et assimile la culture française. À 18 ans, en août 1991, alors que l'Ukraine est la première république fédérée à quitter l'Union soviétique, elle va étudier l'histoire à Paris, où elle loge chez des cousins d'origine ukrainienne. Elle se lie avec sa cousine Roxelane.
Durant ses études en histoire, qu'elle réussit brillamment, elle est courtisée par un enseignant âgé de dix ans de plus qu'elle. L'homme s'appelle Yvan et est charmeur. Léna tombe sous son charme et entame une liaison sentimentale avec lui. Elle aura ainsi aimé deux personnes portant le même prénom : « Ivan » l'ami d'enfance, et « Yvan » le professeur à la Sorbonne. Au cours d'un voyage touristique dans les ruines de Pompéi, Léna est subjuguée par ces ruines qui évoquent les ruines de sa ville natale, de sa région, de son pays, mais aussi de son âme blessée.
Léna vit en couple avec Yvan et devient elle-aussi professeur à la Sorbonne. Toutefois, au bout d'une dizaine d'années de vie commune, leur couple s'étiole. Léna n'aime plus guère Yvan et le considère plus comme un ami que comme un amoureux. Au cours d'un voyage professionnel en Roumanie, elle apprend que sa grand mère Zenka vient de mourir. Léna rentre précipitamment en France, où elle récupère le journal intime de sa grand-mère. En le lisant, elle apprend quelle fut la vie de la défunte : sa naissance en 1919, l'Holodomor des années 1930 et la famine organisée par les Staliniens pour « casser » le peuple ukrainien, le départ de Galicie et l'arrivée à Kiev pour survivre, l'éducation que Zenka avait donnée à sa fille, pour en faire une femme forte qui devra vivre et survivre dans un pays occupé et soumis à la dictature. La lecture de ce journal intime bouleverse Léna qui retrouve dans la biographie de sa grand-mère des éléments liés à son propre vécu : les blessures à l'âme subies par la grand-mère ressemblent à celles de Léna. Plus encore, les derniers mots du journal intime lui sont directement adressés : l'aïeule invite Léna à retrouver sa ville natale. « Deviens la femme libre que tu as toujours été. Écoute-toi. L'exil n'est ps irréversible. ».

### Retour en Ukraine
Chapitres 43 à 53.
La lecture de ce journal intime est une révélation pour Léna : il est évident qu'elle doit retourner en Ukraine pour fouler à nouveau la terre de son pays natal qui est aussi la terre de ses racines. Elle prépare son voyage et retourne donc, en avril 2006, en Ukraine dans le cadre d'un voyage organisé. 
Avec le groupe de touristes, elle arrive près de la centrale de Tchernobyl le 25 avril 2006, c'est-à-dire quasiment 20 ans après son départ. Échappant à la surveillance de la guide, elle retrouve l'arbre où, jadis, Ivan et elle avaient gravé dans l'écorce leurs initiales entourées d'un cœur. Surprise : 19 arbres portent la même gravure. Elle en déduit que chaque année, Ivan a gravé le symbole de leur amour d'enfance sur un arbre différent. Or c'est demain qu'aura lieu l'anniversaire de son départ. Reverra-t-elle Ivan à cette occasion ?
Tôt le lendemain, 26 avril, elle attend près des arbres. Soudain un homme s'approche, mais ce n’est pas Ivan. Il s'agit de Pavel, le meilleur ami d'Ivan. Ce jour-là, c'est lui qui doit inscrire les initiales entrelacées. Pavel propose à Léna de la mener auprès d'Ivan ; elle accepte. Dans la cabane au sein de la forêt, les retrouvailles sont intenses et tristes. Il lui parle des recherches d'emplois, du relogement forcé, des cancers. Ivan raconte comment il a vécu les 20 dernières années : la population a quitté progressivement la région, sa famille et ses amis sont partis, mais lui est resté. Il est devenu ermite. Il lui montre les lettres qu'il lui a écrites mais qu'il n'a jamais envoyées. Il lui parle d'Irina, une grand-mère qui est revenue vivre dans la zone contaminée et qui est morte l'an passé. Il lui présente la poupée avec laquelle Léna jouait quand elle était enfant ; elle lui montre les santons qu'il avait jadis confectionnés pour elle et qu'elle a toujours avec elle. 
Leur discussion dure toute la journée. Il l'emmène visiter Prypiat le soir tombé. Ils font le tour des ruines. Il lui propose de dormir sur le canapé. Ils font l'amour. Le lendemain matin, une évidence s'impose à Léna : c'est avec Ivan qu'elle veut vivre, c'est ici qu'elle doit vivre. Le roman se termine par ces mots : « Irréel et réel se mélangeaient, le temps n'importait plus, seule l'évidence se dévoilait. Léna et Ivan se tenaient au centre de leur eden. Ils avaient encore plus d'une demi-vie à partager : une demi-éternité ».

## Distinctions
- 2019 : prix Talents Cultura[2]
- 2019 : sélection du Prix du premier roman[3]
- 2019 : finaliste du Prix Stanislas[4]
- 2020 : sélection Prix du jeune Mousquetaire[5]
- 2020 : sélection du Prix Palissy[6]
- 2020 : finaliste Prix Libraires en Seine[7]
- 2020 : lauréat du Prix Totem des lycéens[8]
- 2020 : lauréat du « prix Infiniment Quiberon »[9]
- 2020 : sélection coup de cœur des lycéens de la Fondation Pierre de Monaco[10]
- 2021 : prix national Lions de littérature 2021[11]
- 2021 : prix Escapages (reseau-canope.fr)
- 2021 11e Prix littéraire national de l'audiolecture (les bibliothèques sonores)
- 2021 : prix du « meilleur roman des lecteurs Points »[12]
- 2022 : Prix « Coup de cœur des lecteurs du Marsan » sur Sud-Ouest.fr